# Çermenikë
Çermenikë o Çermenika è un altopiano a nord-est di Elbasan, nell'Albania centrale.
Nel Medioevo, come Tzernikon o Tzernikos fu sede episcopale del Patriarcato di Costantinopoli, come diocesi suffraganea dell'Arcivescovado di Durazzo.
Nel periodo medievale l'altopiano era abitato completamente da cattolici. La chiesa romano-cattolica eresse successivamente una sede episcopale, che fu la diocesi suffraganea della sede metropolitana di Achrida (Ocrida/Ohrid) e che è oggi la sede titolare di Zernico.
A metà del XV secolo, la regione era governata da Gjergj Arianiti, uno dei principali leader della resistenza albanese all'Impero ottomano.
Nel tardo periodo ottomano è riportato che la regione avesse 12 villaggi e 3 000 abitanti Bektashi.
Nella seconda guerra mondiale, l'area fu al centro della Resistenza albanese all'occupazione tedesca.